# Stăncuța (okręg Braiła)
Stăncuța – wieś w Rumunii, w okręgu Braiła, w gminie Stăncuța. W 2011 roku liczyła 1466 mieszkańców.